# Pseudochromis aldabraensis
Pseudochromis aldabraensis, thường được gọi là cá đạm bì cam hay cá đạm bì neon, là một loài cá biển thuộc chi Pseudochromis trong họ Cá đạm bì. Loài này được mô tả lần đầu tiên vào năm 1958.

## Phân bố và môi trường sống
P. aldabraensis phân bố ở phía tây Ấn Độ Dương tại một số khu vực, bao gồm: đảo Aldabra, vịnh Ba Tư, vịnh Oman, miền nam Oman, Pakistan và Sri Lanka. P. aldabraensis thường sống gần các rạn san hô hoặc trên những bãi đá ngầm ở độ sâu khoảng 25 m.

## Mô tả
P. aldabraensis trưởng thành dài khoảng 10 cm. Cơ thể của P. aldabraensis có màu cam hoặc vàng cam với 3 sọc xanh trên đầu, sọc giữa màu xanh sậm, 2 sọc ngoài có màu xanh sáng. Dải sọc trên cùng kéo dài đến cuống đuôi. Dải sọc cuối cùng kéo dài tới đốm sẫm ở nắp mang. Vây lưng có 2 sọc xanh sáng. P. aldabraensis có hình dáng và màu sắc tương tự loài Pseudochromis dutoiti, nhưng lại không có viền xanh ở đuôi.
Số gai ở vây lưng: 3; Số vây tia mềm ở vây lưng: 27 - 31; Số gai ở vây hậu môn: 3; Số vây tia mềm ở vây hậu môn: 16 - 19.
Thức ăn của P. aldabraensis có lẽ là rong tảo và các sinh vật phù du nhỏ. Chúng thường sống đơn độc. P. aldabraensis là loài có thể thay đổi giới tính.
P. aldabraensis có thể được nuôi làm cảnh. Tốt nhất là nên nuôi chúng với những loài cá thia biển khác, nếu không, chúng rất hung hăng.